# Higashiyama-ku
Higashiyama-ku (東山区, littéralement « montagne de l'Est ») est un des onze arrondissements de la ville de Kyoto, dans la préfecture de Kyoto au Japon. Il est créé en 1929 lorsqu'il est détaché de Shimogyō-ku. Durant les années 1931 à 1976, il couvre également la zone de l'actuel arrondissement de Yamashina-ku, qui est une ville indépendante jusqu'à sa fusion avec la ville en 1931. Le nom signifie littéralement « district de la montagne de l'Est ».

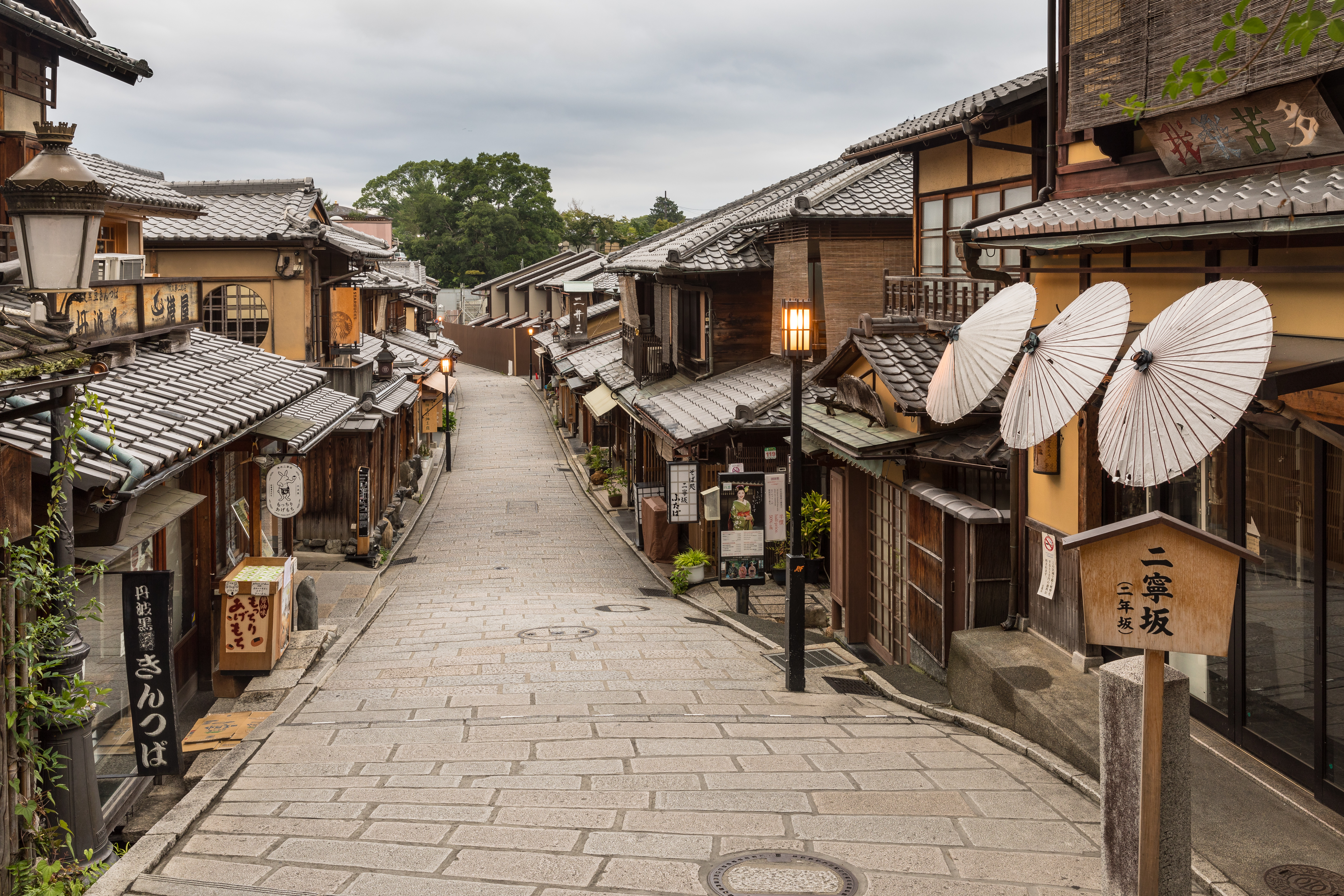
3 Chome, Higashiyama-ku. Rue piétonne pavée avec des ombrelles en papier sur une devanture de boutique, à 5 h 40.

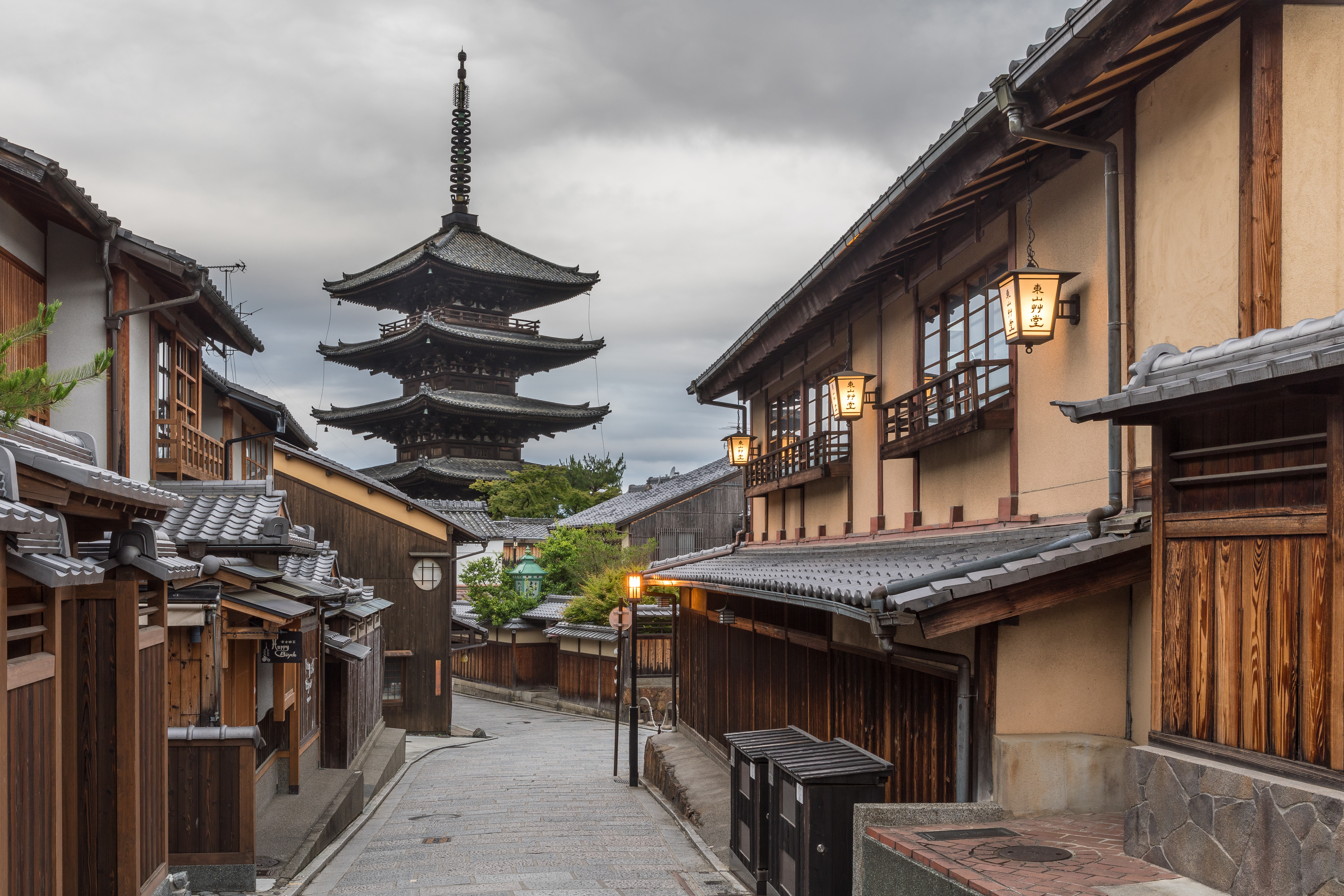
Yasaka-dori, tôt le matin avec les lanternes de rue allumées et le 388 Yasaka Kamimachi, Higashiyama-ku. Héritage culturel important de Kyoto, Hokan-ji est une pagode de cinq étages haute de 46 m (151 ft) avec un toit de tuiles, érigée au VIe siècle (juin 2019).

Interposé entre la Kamo-gawa et la chaîne de montagnes de Higashiyama, Higashiyama-ku est approximativement délimité par la rue Sanjō au nord, et la rue Jūjō au sud. Historiquement, ce territoire est en dehors des limites officielles de la ville de Kyoto. La partie occidentale est constituée principalement de zones résidentielles, tandis que la partie orientale est couverte de forêts. Dans le nord, entre la rivière Kamo et la rue Higashi-oji, il y a un quartier commerçant et, dans le sud, une zone semi-industrielle.
La plupart des emplacements centraux pour le développement de la culture japonaise du XVe siècle connue sous le nom Higashiyama Bunka se trouvent ici ou à Sakyō-ku. Tant le district de Gion devant le Yasaka-jinja, que la zone autour des routes pavées Ninenzaka et Sannenzaka qui mènent au Kiyomizu-dera, inscrit au patrimoine mondial de l'humanité, bénéficient d'un statut de protection pour préserver les bâtiments de style traditionnel. Les autres temples et sanctuaires de l'arrondissement comprennent le Tōfuku-ji, le Kennin-ji, le Kōdai-ji et le Sanjūsangen-dō. Le musée national de Kyoto se trouve également dans l'arrondissement.
En raison des restrictions contre le développement urbain, la population à l'intérieur de l'arrondissement est en baisse constante. Higashiyama-ku a la population la plus faible de tous les quartiers de Kyoto et un nombre disproportionné de personnes âgées.